# United International Pictures
United International Pictures (також UIP) — спільне підприємство Paramount Pictures (власник Paramount Global) та Universal Pictures (власник NBCUniversal, співвласником якого є Comcast та General Electric), яке відповідає за театральний прокат деяких фільмів цих двох студій поза територією Сполучених Штатів Америки (включно з територіями), Канади та Англофонських Карибів.
UIP також володіла правами на міжнародний театральний прокат фільмів Студії Metro-Goldwyn-Mayer (яка вклачає Metro-Goldwyn-Mayer та United Artists; обидвома цими компаніями зараз частково володіє Sony Corporation of America) коли MGM була часткою цього підприємства. У 2000, коли MGM покинуло UIP, ці права були передані кінокомпанії 20th Century Fox (якою володіє The Walt Disney Company).